# Desire (singel Years & Years)
Desire – singel angielskiego zespołu  Years & Years, wydany 23 listopada 2014 roku nakładem wytwórni fonograficznej Polydor Records. Utwór został wydany jako trzeci singel promujący album Communion. Piosenka dotarła do 22 miejsca brytyjskiego notowania UK Singles Chart.
Do singla został nakręcony teledysk, którego oficjalna premiera miała miejsce 4 listopada 2014. Reżyserią wideo zajął się Sing J Lee

## Track lista i formaty singla
- Digital download[2]

1. "Desire" – 3:25

- Digital download – Remixes[3]

1. "Desire" (Tourist Dub Mix) – 5:06
2. "Desire" (Rainer + Grimm Remix) – 4:45
3. "Desire" (Zac Samuel Remix) – 3:01
4. "Memo" – 3:22

- 7" vinyl[4]

1. "Desire" – 3:25
2. "Memo" – 3:22

## Notowania
| Lista (2014)                           | Najwyższa pozycja |
| -------------------------------------- | ----------------- |
| Belgia (Ultratop 50 Flandria)          | 7                 |
| Bułgaria (IFPI)                        | 5                 |
| Polska (AirPlay – Top)                 | 48                |
| Szkocja (The Official Charts Company)  | 20                |
| UK Dance (The Official Charts Company) | 5                 |
| US Dance/Electronic Songs (Billboard)  | 21                |
| Wielka Brytania (UK Singles Chart)     | 22                |

## Historia wydania
| Kraj            | Data              | Format           | Wytwórnia       |
| --------------- | ----------------- | ---------------- | --------------- |
| Wielka Brytania | 23 listopada 2014 | Digital download | Polydor Records |
| Wielka Brytania | 24 listopada 2014 | winyl            | Polydor Records |